# Zim Integrated Shipping Services
Das israelische Seeschifffahrtsunternehmen ZIM Scherutei Sappanut Meschullavim (hebräisch צִים שֵׁרוּתֵי סַפָּנוּת מְשֻׁלָּבִים בָּעָ״מ ZĪM Scherūtej Sappanūt Məschullavīm BaʿA"M, deutsch ‚ZIM Integrierte Dienste der Seeschifffahrt GmbH‘, englisch ZIM Integrated Shipping Services Ltd., Plene: צים שירותי ספנות משולבים), kurz ZIM (צים), mit Sitz in Haifa zählt zu den 20 größten Containerschiffreedereien der Welt. Zim gehört zur Israel Corporation, die wiederum mehrheitlich im Besitz der Ofer Brothers Group ist.

## Geschichte

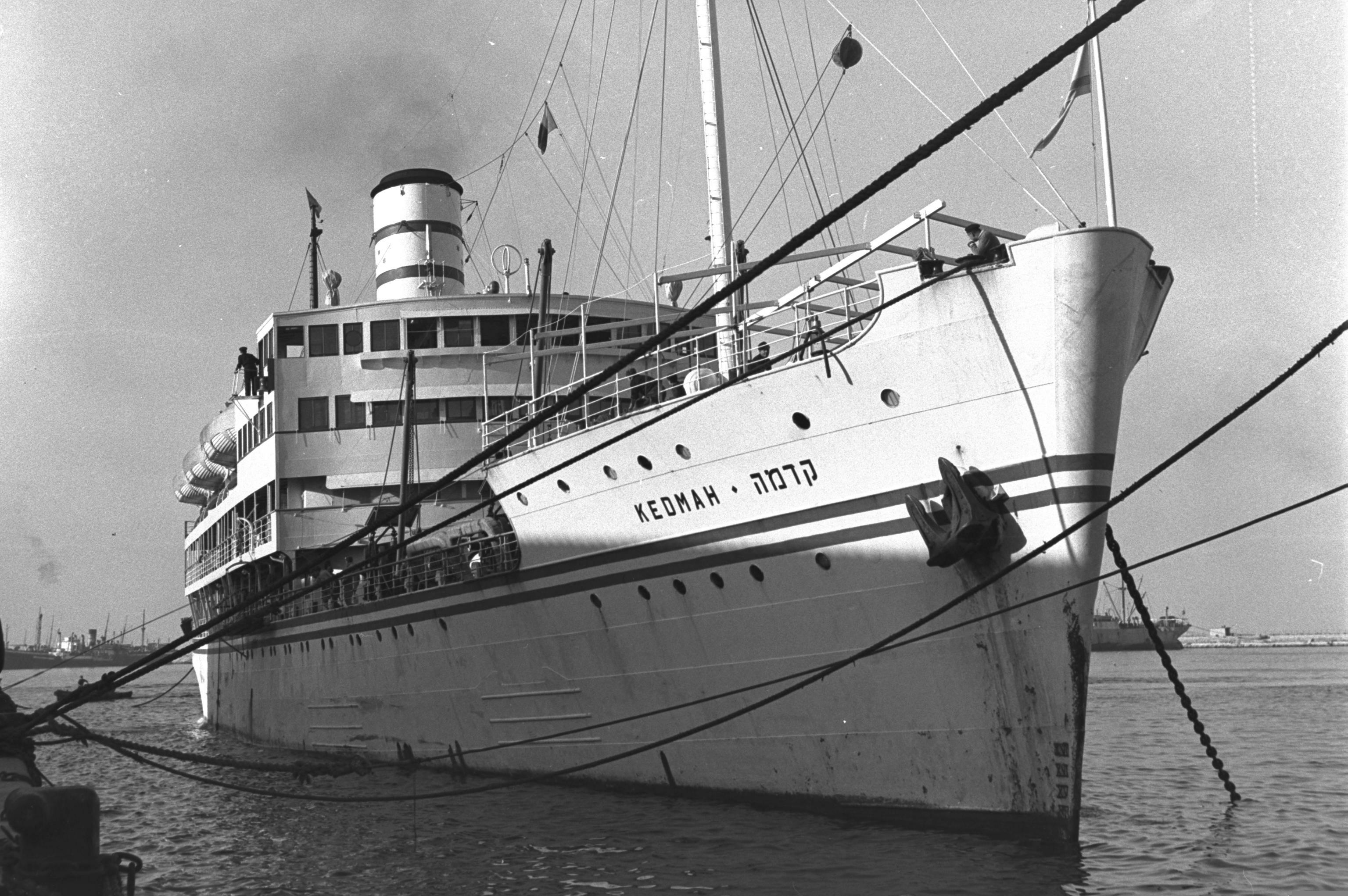
Die Kedmah 1951

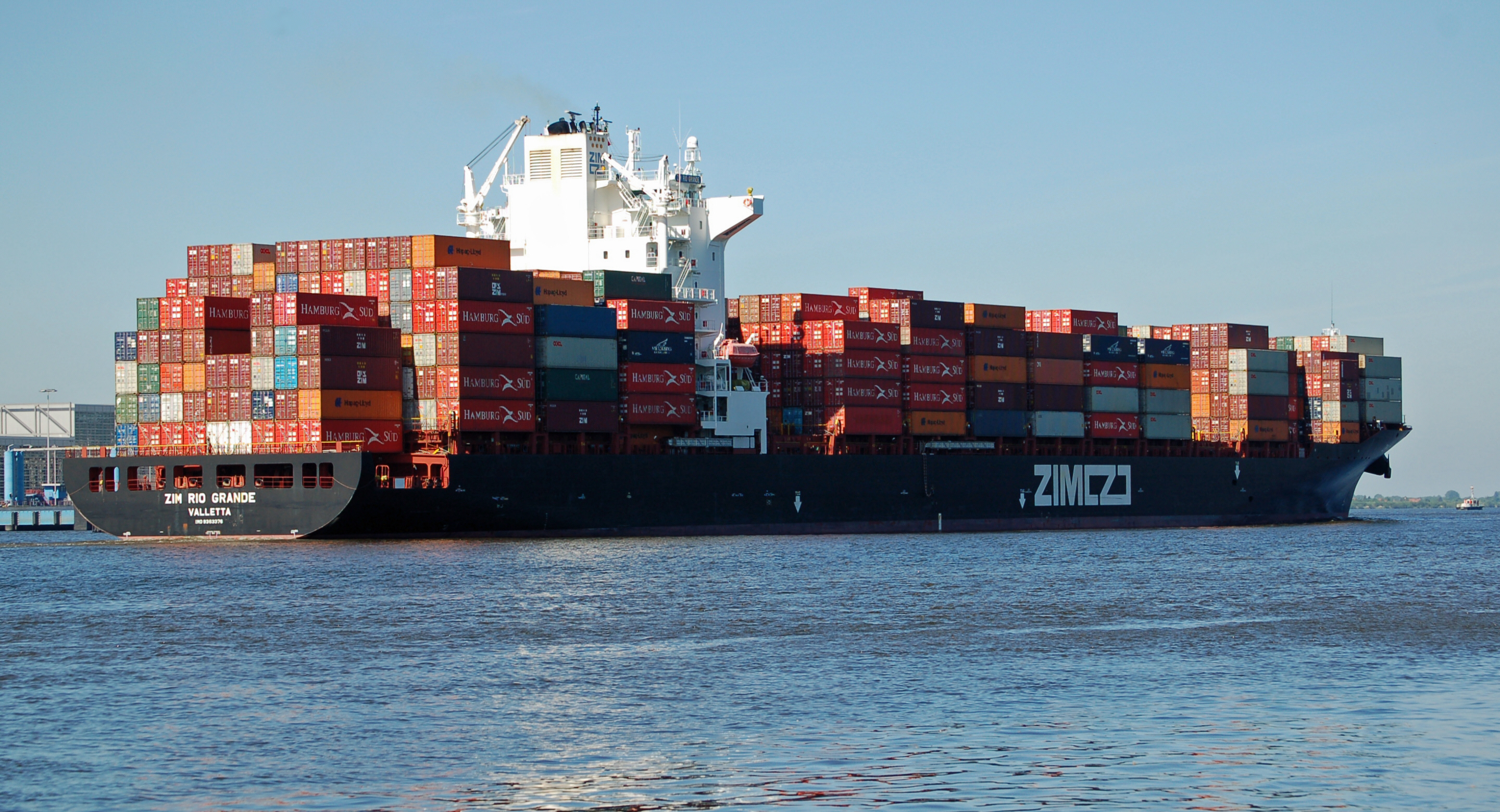
Die Zim Rio Grande (2010)

### Gründung
Die ZIM Israel Navigation Company wurde 1945 gemeinsam von der Jewish Agency, die auch Einwanderung organisierte, dem Gewerkschaftsdachverband Histadrut und der Palestine Maritime League gegründet. ZIM ist das Akronym der Worte צִי יַמִּי מִסְחָרִי (Zī Jammī Mißcharī, deutsch Seehandelsflotte, wobei das hebräische "י" wie der Halbvokal "I" in Latein je nach Position als Konsonant oder Vokal zu lesen ist). Von 1947 bis 1966 war Naftali Heinz Widra (1909–1987) aus Leipzig einer der Generaldirektoren, ab 1963 in alleiniger Verantwortung. 1947 erwarb man das erste Passagierschiff, die Kedmah (קֶדְמַה" Qedmah). In den Aufbaujahren des Staates Israel bestand die Flotte der ZIM vor allem aus umgebauten Einwandererschiffen.

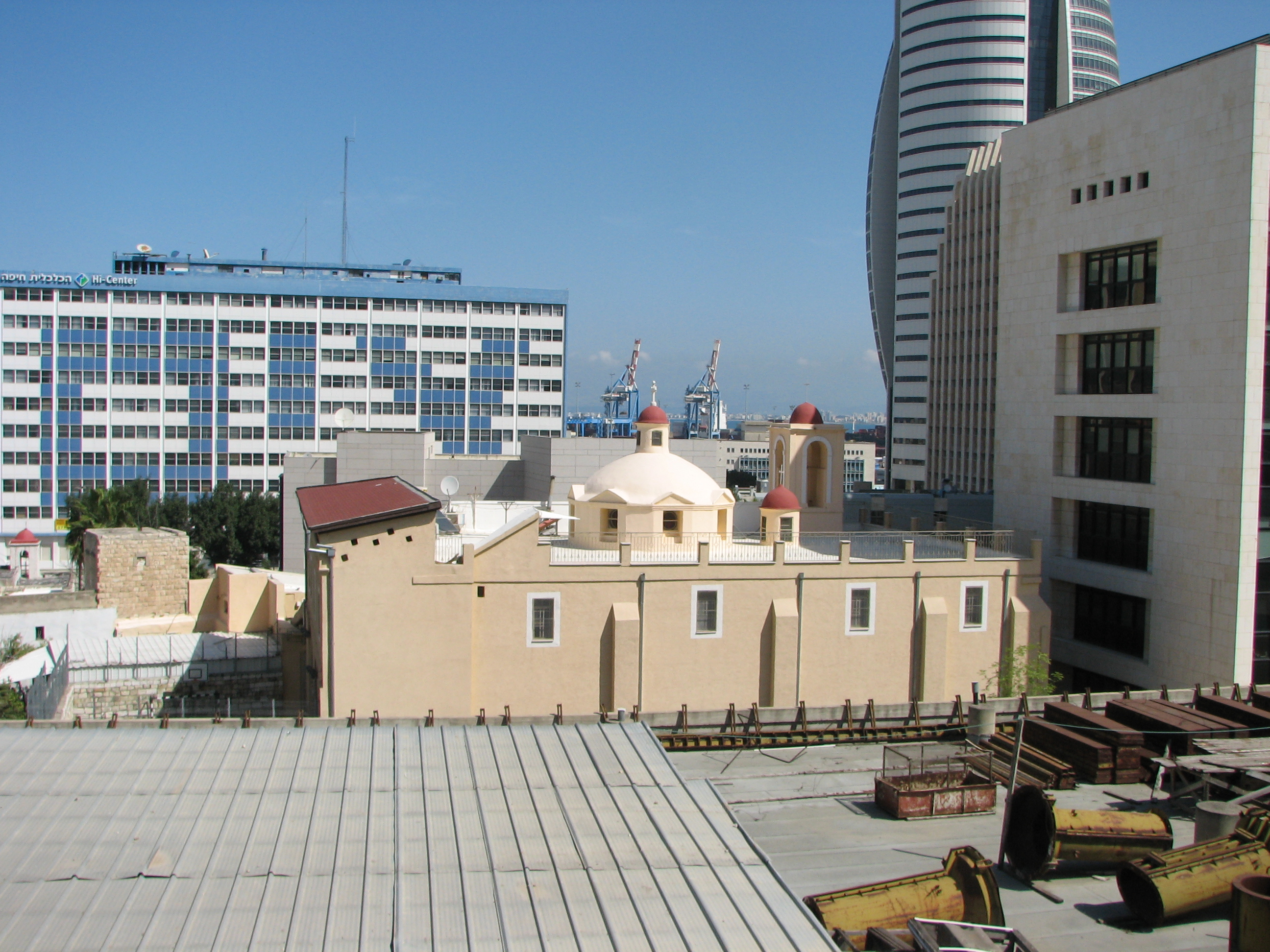
Haifa: ZIM-Hauptverwaltung mit hebräischem Schriftzug auf der Fassade zu den Sderot PalJam, rechts IEC Tower und davor Liebfrauenkirche, 2011

### 1953–1968
Ab 1953 begann die ZIM mit dem Aufbau einer größeren Flotte. In den folgenden 15 Jahren kaufte die ZIM 36 Passagierschiffe, Frachtschiffe, Massengutschiffe und Tanker, mit denen zahlreiche Passagier- und Frachtdienste eröffnet wurden. Durch den Siegeszug der Passagierluftfahrt häuften gegen Ende der 1960er Jahre auch ZIMs Linienpassagierdienste hohe Verluste und wurden eingestellt. Das letzte Passagierschiff, die 1961 gebaute Moledet, wurde am 28. September 1970 verkauft.

### Umbau und Containerisierung
1969 übertrug die israelische Regierung die Hälfte der Unternehmensanteile der ZIM an die Israel Corporation, die das Unternehmen zu einer international ausgerichteten Frachtschiffsreederei umbaute. Zum 25-jährigen Firmenjubiläum im Jahr 1970 betrieb ZIM 77 eigene und 70 gecharterte Schiffe auf 19 Liniendiensten, die jährlich 4,3 Millionen Tonnen Ladung beförderten. In diesem Jahr begann die Reederei, sich mit der Bestellung von sechs neuen Containerschiffen, neuen Containern und Landausrüstungen auf die technologische Umstellung der weltweiten Ladungsverkehre auszurichten. Zwei Jahre darauf eröffnete das Unternehmen den ZIM Container Service (ZCS) der Israel in einem 100-Tage-Dienst mit Häfen in Fernost, Asien, Amerika und Europa verbindet. Daneben wurden Rohöltanker für den Öltransport vom Iran nach Israel beschäftigt.

### Ausbau
Von 1990 bis 1997 baute Zim seine Flotte unter anderem mit 15 Containerschiffsneubauten aus, um wöchentliche Abfahrten auf seinen Liniendiensten zu ermöglichen. Ab 1997 konzentrierte man sich angesichts schwacher Schifffahrtskonjunktur auf die Optimierung und Ausbau des laufenden Betriebes.
Im Jahr 1999 übernahm die Ofer Brothers Group die Anteilsmehrheit der Israel Corporation. 2004 übernahm die Israel Corporation die restlichen Anteile der ZIM von der israelischen Regierung. Danach wurden 13 neue Containerschiffe in die Flotte integriert und weitere bestellt. Das Unternehmen bietet inzwischen über die Schifffahrt hinaus weitere Transportdienste und Logistiklösungen an.
ZIM berichtete am 21. Oktober 2021 vom erfolgten Ankauf von 7 gebrauchten Containerschiffen (5 mit 4250 TEU, zwei mit 1100 TEU Ladekapazität; Baujahr 2007–2009) um in Summe 320 Mio. US-Dollar.
Mitte August 2025 gab es Gerüchte über eine Übernahme und ein Delisting des Unternehmens. Danach soll der Milliardär Rami Ungar die Reederei übernehmen. Die Käufer bewerten das Unternehmen angeblich mit 2,4 Milliarden US-Dollar, während der Börsenwert nur knapp 2 Milliarden US-Dollar beträgt.

## Havarie derZIM Kingston2021
Im Oktober 2021 befand sich das Containerschiff ZIM Kingston (Aufschrift an der Seite ZIM[Z]) auf dem Weg nach Vancouver, wobei es am 22. Oktober im Pazifik westlich von Vancouver Island etwa 40 40-Fuß-Container verlor. Daraufhin gerieten am 23. Oktober 2021 zwei Container mit Gefahrgut in Brand. Um 11 Uhr Ortszeit oder ET wurde die Küstenwache verständigt.
Als Ladegut wurde Kalium-Amyl-Xanthat, ein Flotationshilfsmittel für Erze, genannt, weshalb das Feuer (zuerst) nicht mit Wasser bekämpft werden konnte. Ein Teil der Besatzung wurde Samstagabend evakuiert, ein kleinerer Teil verblieb noch bis Sonntag am Schiff.

## Name, Flagge und Schornstein
Der Name „ZIM“ wurde von Israels erstem Verkehrsminister, David Remez vorgeschlagen und gründet auf einer Passage des Alten Testaments, in der das hebräische Wort „Zim“ für „große Schiffe“ steht. Der Name wurde gewählt, da er mit dem Ziel des Unternehmens, eine große Handelsflotte aufzubauen, übereinstimmte.
Die Kontorflagge der Reederei basiert auf einem 1896 von Theodor Herzl erstellten Entwurf einer künftigen Nationalflagge eines Staat Israel. Herzls Entwurf stellte sieben mittig angeordnete goldene Sterne auf weißem Grund dar. Die beiden horizontalen blauen Streifen der späteren Nationalflagge wurden dem Entwurf erst später beigefügt. Auch die Schornsteinbemalung der ZIM-Schiffe nimmt die Farbgebung der Kontorflagge wieder auf.